# بحر الجزر

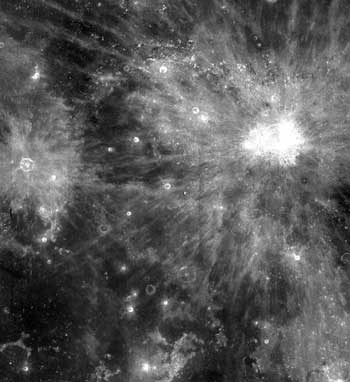
بحر الجزر

بحر الجزر (باللاتينية: Mare Insularum) هو بحر قمري يقع جنوب غربي بحر الأمطار؛ ويقدر قطر فوهة هذا البحر بحوالي 512 كم.
اقترح هذا الاسم من عالم الفلك المختص بجيولوجيا القمر دون ولهلمس Don Wilhelms.